# Briga-Glis
Briga-Glis é uma comuna da Suíça, no Cantão Valais, com cerca de 12.511 habitantes. Estende-se por uma área de 38,0 km², de densidade populacional de 313 hab/km².  Confina com as seguintes comunas: Lalden, Mund, Naters, Ried-Brig, Simplon, Termen, Visp, Visperterminen.
A língua oficial nesta comuna é o Alemão.
A cidade foi nomeada Cidade dos Alpes 2008.

## Geografía

Foto aérea (1949)

La ciudad de Brig es una pequeña villa histórica situada en la intersección de la ruta del Simplon en los Alpes valaisanos y de la que lleva al glaciar del Ródano y a los pasos del Grimsel y de Furka, en los Alpes berneses. Además, la ciudad está dotada de una importante estación ferroviaria fronteriza en el portal norte del túnel de Simplon, que une a Suiza con Italia.
Brig-Glis se encuentra entre los Alpes berneses del sur y los Alpes del Valais del norte, en la confluencia de la Saltina y el Ródano. El término municipal se extiende desde el fondo del valle (Predefinição:Höhe) hasta el Spitzhorli (Predefinição:Höhe), que pertenece al Weissmiesgruppe y es ubicado al oeste-noroeste del Simplonpassque recoge.
Como parte de la Ruta europea 62, la Hauptstrasse 9, que se ha desarrollado en tramos como Autobahn 9, atraviesa Brig-Glis corre hacia el sur hasta Simplon Pass y luego hacia Italia. Hauptstrasse 19 se bifurca desde esta carretera en el área municipal occidental, que corre hacia el noreste sobre el Furkapass hacia el Rhein tal en el Canton Graubünden.
Brig-Glis consta de Brig, Glis (con la aldea de Gamsen) y Brigerbad. Los municipios vecinos en el distrito de Brig son Naters, Termen, Ried-Brig y Simplon y en el distrito de Visp Lalden, Visp y Visperterminen. Con los tres primeros de estos municipios, es una aglomeración de alrededor de 30.000 habitantes.
Geográficamente la comuna limita al norte con las comunas de Mund y Naters, al este con Termen y Ried-Brig, al sur con Simplon y Visperterminen, y al oeste con Visp y Lalden.

## História

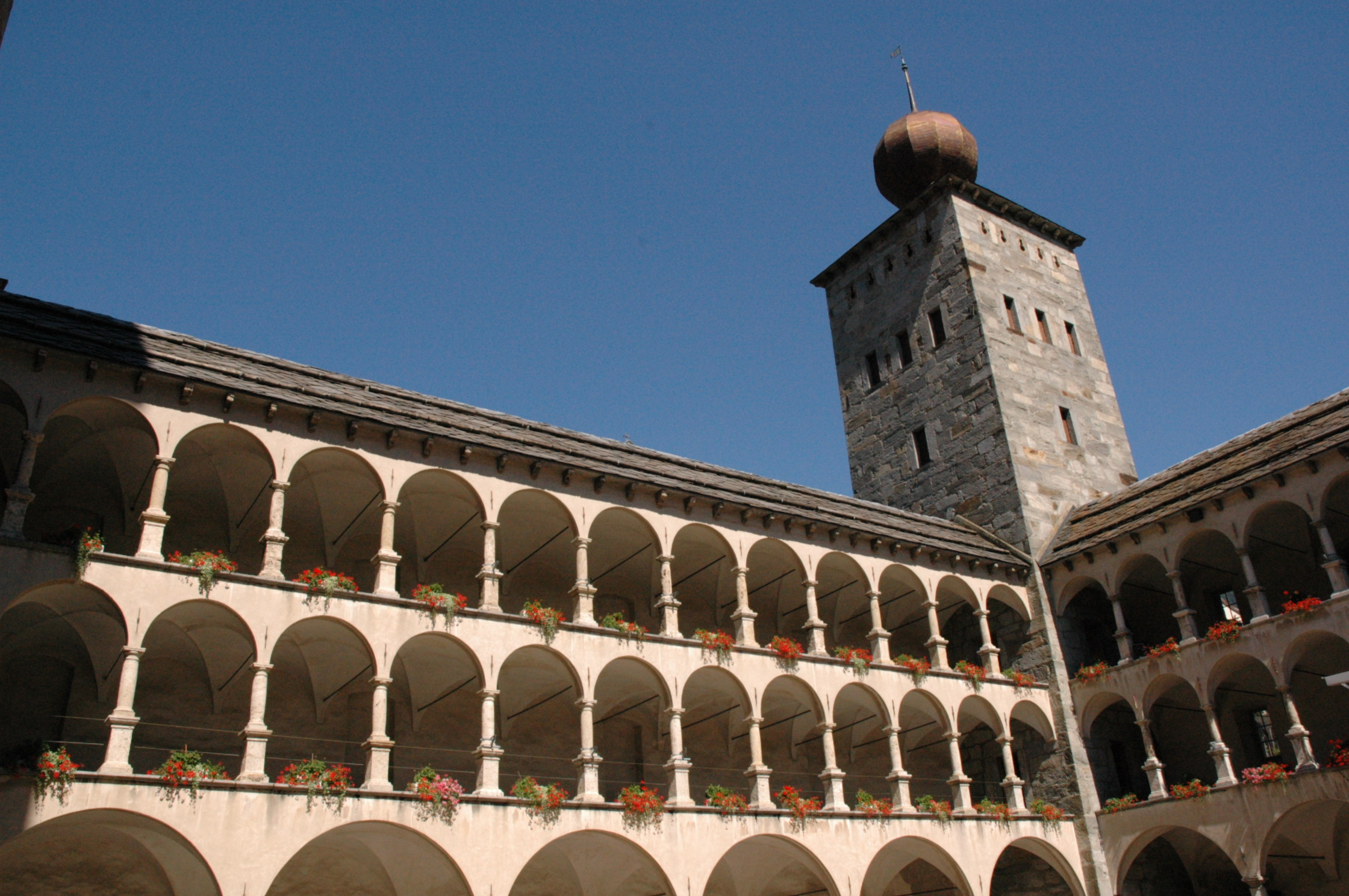
Palácio Stockalper em Brig.

O local foi mencionado pela primeira vez em 1215, embora Brig só tenha adquirido o estatuto de cidade no século XVII, altura em que a cidade conheceu a sua idade de ouro graças ao desenvolvimento promovido por Kaspar Jodok von Stockalper (1609-1691), chamado de Rei do Simplon.
A comuna moderna foi formada em 1 de janeiro, após a fusão das antigas comunas de Brig, Brigerbad e Glis. O centro principal está localizado na cidade de Brig. Em 24 de setembro de 1993, a cidade foi parcialmente devastada pelas enchentes causadas pelo transbordamento do rio Saltina. Desde então, a sua face desenvolveu-se significativamente devido à intensa atividade construtiva, especialmente no distrito de Glis.
Já na Idade Média, a Saltina foi inundada periodicamente, causando repetidas inundações devastadoras. A Saltina transbordou pela última vez em 1993, quando as enormes quantidades de água acumuladas na ponte Saltina inundaram o centro da cidade até a estação de trem. A roupa de cama foi empilhada na estação até 3 m de altura. O problema foi resolvido em 1997 com a implantação de uma ponte levadiça. O sistema provou sua eficácia durante a enchente de 2000.

## Política
Desde a fusão de 1973, o conselho municipal é composto por onze membros. O número de assentos foi retirado do antigo município de Brig. Após as eleições do conselho municipal de 2004, o conselho municipal foi reduzido para sete membros. É escolhido de acordo com proporção. Após as eleições de 18 de outubro de 2020, os seguintes partidos estão representados no conselho municipal: CSPO (1 assento), CVP (2 assentos) , FDP (1 cadeira), SP/Verdes/Independência (1 cadeira) e SVP/Eleitores Livres (2 cadeiras).
Nas eleições parlamentares suíças de 2019, a proporção de eleitores em Brig-Glis foi: CVP (incluindo CSPO) 44, 5% , SVP 32,8%, SP 10,0%, Verdes 6,8%, FDP 3,9 % , glp 1,8%.

## Brasão
Descrição: Um com borda dourada escudo vermelho com três fixado dourado de seis pontas estrelas como uma couraça repousa sobre uma armadura e águia encimada por uma cauda de flecha vermelha no escudo dourado.
A cidade é a maior cidade de língua alemã do cantão. Constitui um dos centros ferroviários mais importantes da parte ocidental da Suíça, de onde partem trens para as principais cidades italianas.

## Periódicos
- RhoneZeitung RZ

## Escolas
- Lycée-Collège Spiritus Sanctus
- Universidade César Ritz
- Universidade a Distância
- Alta escola especializada à distância
- Haute école pedagogique du Valais

## Curiosidades
- Château de Stockalper, construído entre 1658 e 1678.
- Église du Collège Spiritus Sanctus, construída entre 1675 e 1685.
- Chapelle St. Antonius Hermitage, construída em 1304 e transformada por Predefinição:S2-.
- Église des Ursulines Sainte-Trinité, erigida em 1732.
- Chapelle Saint-Sébastien, construída em 1636.
- Église paroissiale du Sacré-Cœur, construída entre 1967 e 1970.

### Aviação
O aviador peruano Jorge Chávez trocou Brig por Domodossola, sendo o primeiro aviador a cruzar os Alpes no ano 1910.

## Transporte
Estrada de ferro
Possui uma estação ferroviária de onde saem inúmeros trens com destinos nacionais e internacionais. As seguintes linhas ferroviárias passam pela estação:
- Linha férrea BLS Berna - Túnel de Lötschberg - Brig
- Linha ferroviária SBB-CFF-FFS Lausanne - Brig - Domodossola - Milão
- Linha ferroviária MGB Zermatt - Brig - Andermatt - Sankt-Moritz

ônibus
- Linha de ônibus Domodossola, Saas-Fee, Naters, Visp e Gondo.

Estradas
- Autoestrada A9 (E25), saída 29 Sierre-Est (em construção)

## População
| desenvolvimento populacional | desenvolvimento populacional | desenvolvimento populacional | desenvolvimento populacional | desenvolvimento populacional | desenvolvimento populacional | desenvolvimento populacional | desenvolvimento populacional |
| ---------------------------- | ---------------------------- | ---------------------------- | ---------------------------- | ---------------------------- | ---------------------------- | ---------------------------- | ---------------------------- |
| ano                          | 1980                         | 1990                         | 2000                         | 2010                         | 2012                         | 2014                         | 2016                         |
| Residentes                   | 9608                         | 10602                        | 11590                        | 12467                        | 12728                        | 12935                        | 13158                        |

## Presidentes de cidades
Desde as eleições municipais de 1972:
| Fim do expediente | Sobrenome        | Partido político |
| ----------------- | ---------------- | ---------------- |
| 1973-1984         | Werner Perrig    | PVC              |
| 1984-1995         | Rolf Escher      | PVC              |
| 1996-2000         | Pedro Planche    | PDF              |
| 2001-2012         | Viola Amherd     | PVC              |
| 2013-2020         | origem de louis  | –                |
| 2021–             | Mathias Bellwald | PDF              |

## Economia
Brig-Glis é o centro da parte de língua alemã do Alto Valais. A então cidade de Brig recebeu esse papel através da construção do Simplon Tunnel, que foi inaugurado em 1906 como uma conexão com a rede ferroviária europeia. A Brig tornou-se assim um ponto de cristalização para empresas de serviços, desde o transporte de carga no início do século 20 até a "estação de trem virtual" da SBB na atual Brig-Glis , um call center da quais informações podem ser fornecidas e bilhetes emitidos em todo o mundo por meio de canais de comunicação eletrônicos.
Cerca de 80% da população trabalha no setor de serviços. A indústria consiste em uma única maior empresa, a Société Suisse des Explosifs(SSE), com sede em Gamsen, uma antiga fábrica de explosivos agora uma empresa química diversificada.
- EWBN-Gruppe, produção de energia elétrica

## Cultura e pontos turísticos

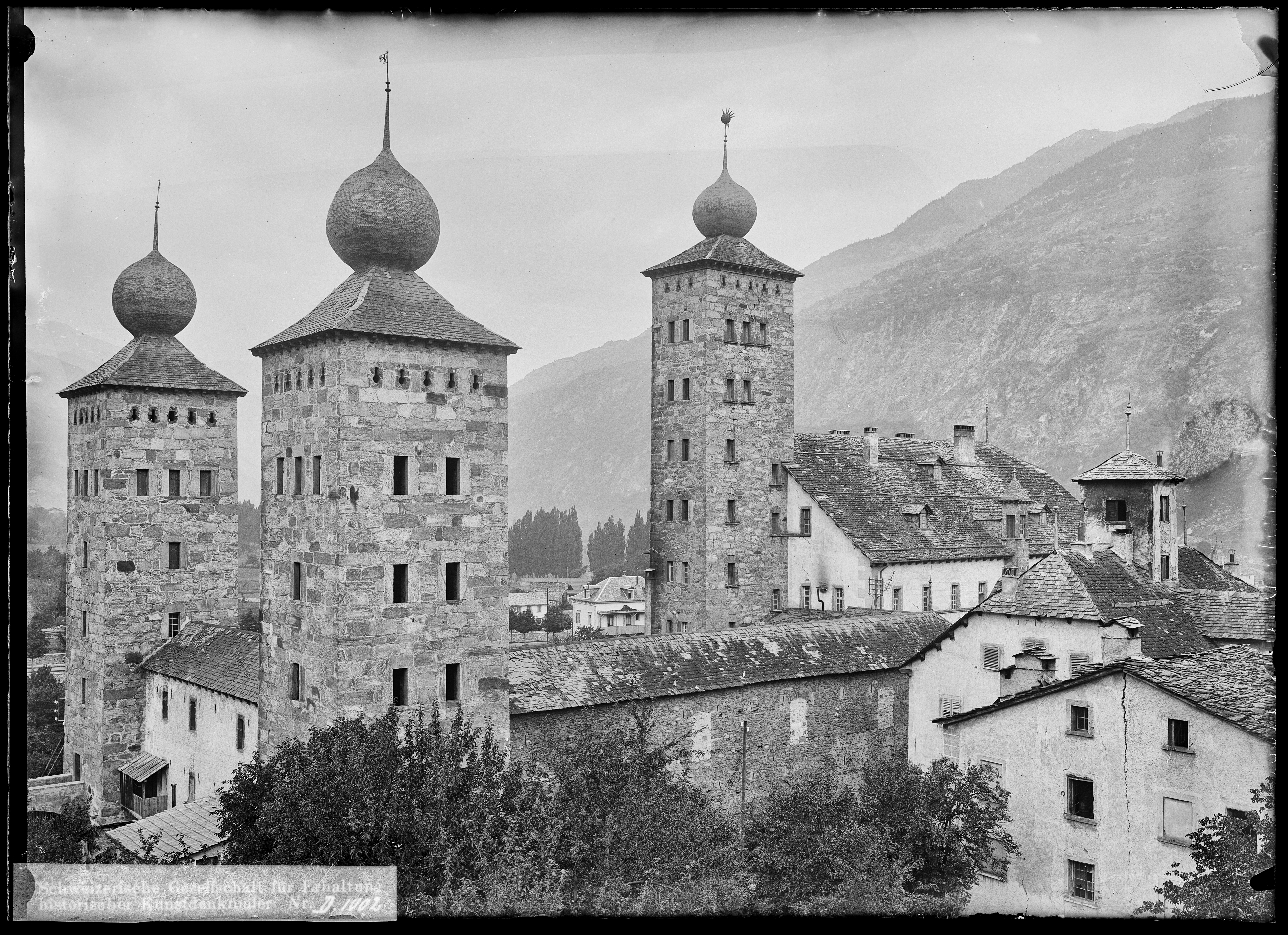
O Stockalperschloss, marco de Brig

Instalações importantes são o teatro subterrâneo, o arsenal cultural, o salão do cavaleiro no Stockalperschloss e o Grünwaldsaal no Mediathek Valais. Os eventos também são organizados regularmente no Simplon Hall (centro de conferências).

## Cidades irmãs

### Domodossola
Em 2006, ambas as cidades homenagearam o centenário daquele que foi o maior túnel ferroviário do mundo. Para o efeito, foi constituída uma comissão organizadora com o patrocínio das duas Câmaras Municipais, que acompanharam a celebração com diversas atividades. Uma delas é a geminação das cidades de Brig-Glis e Domodossola, o que permite que uma antiga ligação volte a florescer. Hoje, um Simplonpass que está aberto todo o ano e a conexão de trens através do Simplontunnel garantem o tráfego transfronteiriço.

### Langenthal
Desde o verão de 2001, existe uma cidade geminada com a cidade de Langenthal no Bernese Oberaargau. Embora Langenthal, ao contrário de Brig-Glis, seja uma cidade industrial, há uma série de semelhanças: por um lado, ambas formam um centro regional e, por outro lado, a água desempenha um papel importante em ambas as cidades. Ambas as cidades também têm uma notável tradição carnavalesca.

### São Jerônimo Norte
Desde 1858, muitas pessoas do Alto Valais emigraram para a Argentina, onde foram designadas terras agrícolas na província de Santa Fé. A partir daqui, a colônia San Jerónimo Norte se desenvolveu com 7.500 habitantes, a maioria descendentes de imigrantes do Alto Valais. Nunca perderam completamente a ligação à sua antiga pátria e à língua alemã. Desde 1991, os contatos se intensificaram por meio de visitas mútuas até a assinatura de uma associação com o município de Brig-Glis em 2015. Além disso, três das cinco primeiras famílias a emigrar para a Argentina eram de Brig e arredores. Durante a visita, a delegação da Câmara Municipal trouxe à Argentina uma réplica da estátua medieval da Virgem da igreja Gliser, que pretende simbolizar a ligação através do Atlântico. Um ano depois, em 2016, uma equipa do FC Brig-Glis participou num torneio interamericano em San Jerónimo Norte com o objetivo de manter a parceria a nível desportivo.

## Personalidades

### Filhos e filhas da igreja
- Hans Loretan (1920-2008), escultor
- Paul Schmidhalter (1931-2005), político, presidente do Conselho Nacional
- Iwar Werlen (* 1947), linguista e professor universitário
- Peter Bodenmann (nascido em 1952), político e empresário
- Viola Amherd (* 1962), política (CVP), 2000-2012 Presidente Brig-Glis, 2005-2018 Conselheira Nacional, desde 2019 Conselheira Federal
- Silvan Zurbriggen (nascido em 1981), piloto de esqui
- Nicolas Eyer (nascido em 1986), escritor
- Sandro Theler (* 2000), jogador de futebol
- Uros Vasic (nascido em 2001), jogador de futebol

### Pessoas relacionadas a Brig-Glis
- Josef Escher (1885-1954), político e vereador federal enterrado em Glis
- Hieronymus Lochmatter (1916-1993), viveu e morreu em Brig-Glis, maestro e compositor
- Josef Zimmermann (1939–2018), Matura no College Spiritus Sanctus Brig, clérigo católico romano
- Aldo Zenhäusern (1951-2012), falecido em Brig-Glis, jogador nacional de hóquei no gelo
- Esther Waeber-Kalbermatten (* 1952), Matura no Kollegium Spiritus Sanctus Brig, político, Conselheiro de Estado do Cantão de Valais
- Kurt Marti (* 1960), vive e trabalha em Brig-Glis, jornalista

## Cidades irmãs
- Suíça Langenthal.
- Itália Domodossola.
- Argentina San Jerónimo Norte.